# 超級學校霸王
《超級學校霸王》，是王晶编剧執導的香港喜劇動作片，林迪安任動作指導，改編自流行格鬥遊戲《街頭霸王II》（但未有向原作者卡普空洽談版權事宜）。全劇藉快打旋風角色化身成劇中人物，營造出一項英雄救美的故事。部份角色造型也跟日本漫畫《哆啦A夢》人物及《七龍珠》類同。
影片邀請到當時事業正處在如日中天時的香港四大天王中的劉德華、張學友、郭富城合作，其他主演还有张卫健、邱淑贞、任达华、郑伊健、刘小慧、杨采妮、许志安、苑琼丹、陈百祥等。此「唯一」紀錄保持了10年，直至2003年電影《金雞2》為止。传闻指影片原是邀请全四大天王，惟黎明因档期问题而辞演。此后，更传出黎明不肯给王晶面子才辭演。

## 劇情
公元2043年，余铁雄大法官负责审理犯罪之王“将军”，将军手下泰王、阿健和丰田乘坐时光机回到1993年，企图改变少年余铁雄之思维意识、将50年后的将军无罪释放。三位飞龙特警铁面、扫把头和发达星接受上级长官之命令也回到1993年以保护少年余铁雄。
1993年的香港，就读于聖育強中學的陳大雄学习成绩落后，如今28岁还未中学毕业，他跟女生采妮要好，但是却一直饱受忌安为首的坏学生的霸凌欺负。忌安利用其校花女友小慧勾引大雄然后戏耍他。大雄之妹春香就读于大学即将毕业，兄妹两人关系不和经常争吵。饱受欺压的大雄内心压抑欲跳楼自杀未果，采妮主动帮助大雄克服困难。三位飞龙特警铁面、扫把头和发达星刚好降落至大雄家的阳台上，他们发现大雄刚好跟他们要找的余铁雄就读于同一所中学，就提出要大雄帮助他们寻找余铁雄，作为交换条件，三位拥有超能力的未来特警可以帮助大雄不再受同学欺负。正在与男子Richard交往约会的大雄之母，则被家中的三位奇人异士（飞龙特警）吓晕了。
发达星陪伴大雄一起去学校并教训了忌安，忌安就找校长告状称大雄带着妖怪上学，校长不信其言，忌安因打伤校长而被罚擦地板。很快扫把头也应征成为圣育强中学的一名老师，他的歌声令小慧着迷和陷入幻想。铁面则成为一名插班生，也教训了那些经常欺负大雄的恶霸同学。铁面在与春香的交往中很快承认自己的特殊超能力身份，春香则要他帮她实现个人的很多愿望，两人还到游乐场玩游戏并进入游戏机里面体验成为游戏角色的乐趣。
在学校举办的运动会上，不被看好的大雄在发达星的相助下在短跑、跳高、掷铅球等赛事上连夺佳绩，令大家惊诧和佩服万分，小慧也一改往日的态度对其示好，大雄则只对采妮专一用情。晚到的泰王、阿健和丰田三人找到忌安，令其入伙投靠他们并帮助寻找余铁雄。阿健也应征成为一名老师并令小慧着迷，在课堂上铁面与阿健展开较量但不敌对方，铁面中了返老还童针，后来扫把头加入战局对抗阿健。阿健强行携带小慧逃离学校，最终双方在一家便利店大战，受伤的扫把头得到小慧的一吻而恢复战力，阿健战输被迫交出医救铁面的解药。
在大雄的生日晚会上，采妮责怪大雄靠作弊赢了对手。Richard宣布下月将迎娶大雄之母，而他本人姓余，所以本姓的陈的大雄以后要改叫余铁雄。大雄得知自己是阿健等人要找的目标感到很害怕，三位特警则誓言会保护好他，忌安则将这个消息告知泰王、阿健和丰田。此时将军也来到了这里，他们来到学校抓到采妮等大批同学作为人质并准备大开杀戒，阿健对同学有同情心不忍心杀害他们。三位飞龙特警和许多警察赶到学校与将军对抗以营救人质。得到飞龙特警相助的春香和春香妈变身成为女战士联手对付泰王，铁面、扫把头、发达星以及变身青面兽的Richard四人联手对付将军，而大雄则变身为悟空与丰田对抗，阿健也反叛加入正义力量，最终泰王、丰田、将军被陆续打败。事后大雄与采妮拥吻，飞龙特警阿龙前来告知铁面等人一个坏消息，他们又有新任务——要赶赴日本去消灭超级撒亚人。

## 角色
| 演員   | 角色 | 粵語配音 |
| 劉德華 | 鐵面（飞龙特警）；參見巴洛克 |          |
| 張學友 | 掃把頭（台譯:掃把頭）（飞龙特警）；參見蓋爾                                                                                        |          |
| 郭富城 | 阿龍（客串）（飞龙特警）；參見隆                                                                                                   | 羅君左   |
| 邱淑貞 | 大雄的妹妹；變身春美；參見春麗 | 何錦華   |
| 張衛健 | 陳大雄（余鐵雄）；變身悟空（但他在戲中自稱是吳君如）角色原型︰《龍珠》孫悟空 名字參照《哆啦a梦》野比大雄及時任香港首席大法官楊鐵樑 |          |
| 任達華 | 發達星（八大師兄，字幕不一）（飞龙特警）；參見達爾西姆                                                                             | 馮永和   |
| 鄭伊健 | 阿健（金毛王，将军手下，實為飛龍特警內的臥底（只是片中沒有提及）後與將軍反水），；參見肯                                           | 陳欣     |
| 劉小慧 | 小慧，校花花痴，本是忌安的女友，对扫把头、阿健和大雄也产生好感和着迷                                                               | 沈小蘭   |
| 楊采妮 | 采妮，大雄女友；角色原型︰《哆啦a梦》源静香                                                                                        | 曾秀清   |
| 許志安 | 余忌安，经常欺负大雄的学校恶霸；角色原型︰《哆啦a梦》剛田武、骨川小夫                                                                |          |
| 盧惠光 | 將軍，大反派；參見 貝卡 | 周志輝   |
| 周比利 | 泰王（将军手下）；參見沙加特 | 黃子敬   |
| 段偉倫 | Toyota（豐田，将军手下）；參見埃德蒙·本田                                                                                          |          |
| 苑瓊丹 | 大雄母親；變身春麗，自稱春代／春黛                                                                                                 |          |
| 吳耀漢 | Richard，姓余，大雄繼父；變身青面佬／青狼 ，參見Blanka                                                                             |          |
| 陳百祥 | 聖育強中學校運會評述員叻Sir（客串）                                                                                                |          |
| 陳國新 | 聖育強中學校長 |          |
| 黎漢持 | 飞龙特警長官 | 陳永信   |
| 藍靖   | 聖育強中學副校長，校運會評述員 | 黃子敬   |
| 李兆基 | 水電工（客串） | 陳永信   |
| 梁曼儀 | CR3 |          |
| 周星驰 | 周星星，《逃学威龙》人物，以海报形式出现                                                                                           |          |

## 相关设定
- 超能力：利用晶片植入人體，配合自己的勇氣，便能發揮晶片功能。
- 未來世界：在西元2043年，因為AIDS過度氾濫，被當時法律禁止做愛，唯有請國家利用試管生殖技術來生產下一代。
- 遊戲：在西元2043年，玩遊戲是藉由遙控器進入遊戲世界，置身其中的感受有別於西元1993年遊戲機。
- 改名：劇中人物陳大雄，因母親改嫁而姓余，加上按族譜姓關係，賜字鐵而改名余鐵雄。余鐵雄被植入晶片後，變身為悟空趕去解救心上人采妮，與Toyota決鬥時，否認悟空之名，因而改稱「吳君如」。

## 插曲
《總有一天等到你》，是劇中掃把頭任職老師，上音樂課所進行演唱一首情歌，劇中小慧聽的如癡如醉，因此後來小慧開始喜歡掃把頭。
- 專輯：《等你等到我心痛》（精選）
- 主唱：張學友

## 外部連結
- 電影快報 超級學校霸王
- 開眼電影網上《超級學校霸王》的資料（繁體中文）
- 豆瓣电影上《超級學校霸王》的資料 （简体中文）
- 时光网上《超級學校霸王》的資料（简体中文）
- 爛番茄上《超級學校霸王》的資料（英文）
- 香港影庫上《超級學校霸王》的資料（繁體中文）
- 互联网电影数据库（IMDb）上《超級學校霸王》的资料（英文）